# Університет Вірджинії
Університет Вірджинії (англ. The University of Virginia, UVA) — громадський науково-дослідний університет розташований в Шарлотсвіллі, штат Вірджинія, Сполучені Штати Америки. Він був заснований третім президентом США Томасом Джефферсоном в 1819 році. Його відвідували Томас Джефферсон, Джеймс Медісон і Джеймс Монро.
Другим ректором після Томаса Джефферсона був Джеймс Медісон, який виступив проти викладання в університеті теологічних дисциплін: «Або громадський університет без професорів теології, або контрольовані сектами семінарії без університету».
2013 року у рейтингу найкращих громадських університетів укладеному виданням U.S. News and World Report Університет Вірджинії зайняв друге місце, поступившись першим місцем Університету Каліфорнії.

## Факультети
- Школа Архітектури (англ. School of Architecture)
- Коледж мистецтв і наук (англ. College of Arts & Sciences)
- Школа Бізнесу (англ. Darden Graduate School of Business Administration)
- Школа Комерції (англ. McIntire School of Commerce)
- Педагогічна школа (англ. Curry School of Education)
- Інженерна школа і школа прикладних наук (англ. School of Engineering and Applied Scienc)
- Юридична школа (англ. School of Law))
- Медична школа (англ. School of Medicine)
- Школа медсестер (англ. School of Nursing)

## Цікаві факти
- Кредитний рейтинг університету — ААА.
- В університетській бібліотеці знаходиться одна з 25 оригінальних копій Декларації Незалежності США,
- Також в бібліотеці університету знаходиться одна з найбільших в світі колекцій тибетських манускриптів.
- Кампус університету вважається одним з найгарніших кампусів США.

## Відомі випусники
- Роджер Гаррісон, американський економіст Австрійської школи.